# 시모야마무라역
시모야마무라역(일본어: 下山村駅)은 일본 나가노현 이다시에 위치한 도카이 여객철도 이다선의 철도역이다. 단선 승강장 1면 1선의 구조를 갖춘 지상역이다.

## 이용 현황
| 승차 인원 추이 | 승차 인원 추이 |
| 연도           | 1일 평균       |
| -------------- | -------------- |
| 2003           | 71             |
| 2004           | 72             |
| 2005           | 64             |
| 2006           | 56             |
| 2007           | 53             |
| 2008           | 52             |
| 2009           | 41             |
| 2010           | 38             |
| 2011           | 44             |

## 역 주변
- 미도리노 광장

## 역사
- 1926년 12월 17일 : 이나 전기 철도의 이나야와타 - 이다 간 연신 시에 시모야마무라 정류장으로서 개업. 여객역.
- 1943년 8월 1일 : 이나 전기 철도선이 이다선의 일부로 국유화되어, 일본국유철도가 승계. 동시에 역으로 승격해, 시모야마무라역으로 한다.
- 1971년 12월 1일 : 하물의 취급을 폐지.
- 1987년 4월 1일 : 일본국유철도 분할 민영화에 의해, 도카이 여객철도가 승계.

## 인접 역
| 도카이 여객철도 이다선   | 도카이 여객철도 이다선 | 도카이 여객철도 이다선 |
| ------------------------ | ---------------------- | ---------------------- |
| 이나야와타 도요하시 방면 | ■ 이다선               | 가나에 다쓰노 방면     |